# موت نفرت
موت نفرت، هي ملكة مصرية قديمة غير حاكمة أو زوجة ملك عاشت خلال الأسرة الثامنة عشرة، وقد كانت زوجة ثانوية للملك تحتمس الأول، وأماً للملك تحتمس الثاني.
واستناداً إلى حملها ألقاب ابنة الملك وشقيقة الملك، فمن المرجح أن تكون ابنة الملك أحمس الأول وأخت الملك أمنحتب الأول. ومن المرجح أنها كانت أيضا أماً لأبناء الملك تحتمس الأول الآخرين، آمون مس و واچ مس و رع مس.
وقد صورت في معبد الدير البحري على يد حفيدها تحتمس الثالث؛ وكذلك صورت على لوحة وجدت في الرامسيوم، وعلى تمثال ضخم لابنها. وتم العثور على تمثال لها يحمل إهداءاً من تحتمس الثاني في محراب واچ مس. وهذا يشير إلى أن موت نفرت كانت لا تزال على قيد الحياة خلال عهد ابنها.